# 路径排序
路径排序在理论物理中表示将多个算符的乘积按照某个给定的参数重新排序的过程（可以视作一个元算符）：
式中 {\displaystyle p:\{1,2,\dots ,N\}\to \{1,2,\dots ,N\}} 是一个对参数排序的置换，使得：
例如：
如果算符并非上面这种简单乘积的形式，就需要先作泰勒展开，然后对展开式中的每一项进行路径排序。

## 时间排序
在量子场论中经常需要对算符进行时间排序，这一操作用原算符 {\displaystyle {\mathcal {T}}} 表示。对于分别依赖于两个时空点 x 和 y 的算符 {\displaystyle A(x)} 和 {\displaystyle B(y)} 而言，{\displaystyle {\mathcal {T}}} 的定义如下：
这里 {\displaystyle x_{0}} 和 {\displaystyle y_{0}} 分别表示点 {\displaystyle x} 和 {\displaystyle y} 的时间坐标。
也可以写成：
这里 {\displaystyle \theta } 表示单位阶跃函数，而 {\displaystyle \pm } 取决于算符是玻色子体系的还是费米子体系的。对玻色子体系总是取正号。对于费米子体系取决于前述置换的奇偶性，对偶置换取正号，对奇置换取负号。
因为算符依赖于具体的时空点（不仅仅依赖于时间），因此仅当这些算符在任意两个类空间隔的点上的取值对易时，最终的表达式才会与具体的时空点无关。一般来说，在时间排序中，自右往左，时间依次增大。